# メタルワン
株式会社メタルワン（英称: Metal One Corporation）は、東京都千代田区丸の内に本社を置く、鉄鋼・鉄鋼原料の卸売販売を行う大手商社である。三菱商事と双日の合弁会社である。

## 概要
2001年の丸紅と伊藤忠商事の鉄鋼製品分野の経営統合による伊藤忠丸紅鉄鋼と、2002年の川崎製鉄と日本鋼管の経営統合によるJFEホールディングス（現・JFEスチール）の設立、新日本製鐵、住友金属工業、神戸製鋼所の資本・業務提携など鉄鋼業界再編の流れを受け、2003年に三菱商事と日商岩井（現・双日）の鉄鋼製品事業部門の統合によって誕生した。
双日の持つ強力な国内販売力と、三菱商事が持つ海外ネットワークが融合し、売上はJFE商事や日鉄物産などのメーカー直系商社を抑えて鉄鋼商社業界首位である。
国内に21、海外に67か国96の拠点、そして国内外に140の事業投資会社を持つ。また、三菱商事や双日と共同でプロジェクトに取り組む機会も多い。
三菱商事同様、三菱グループに属しているとともに、双日同様、最勝会グループに属し最勝会の会員企業である。

## 沿革
- 2003年（平成15年)　1月6日 ‐ 会社設立。
- 2009年（平成21年）
  - 5月25日 - 株式会社ニホンケミカルとの合弁会社、株式会社函館スチールセンターを設立。
  - 10月1日 - 子会社メタルワンぶりき・容器を、JFE商事の子会社であるつくばブリキコイルセンター株式会社と合併し、株式会社MOBYを設立。
- 2013年（平成25年）
  - 2月13日 - 株式会社エムオーテックを買収。
  - 3月7日 - オーストラリアの鉱山/建設機械向け厚板・棒鋼の加工及び販売会社Australian Special Metals Pty. Ltd.を買収し、ASM Corporation Pty. Ltdを設立。
- 2014年（平成26年）
  - 7月7日 - カナダのエネルギー関係鋼管問屋Cantak Corporationを買収。
  - 9月27日 - 芝浦グループと合弁でブラジルに厚板の熔断加工のMetal One Shibaura Brasil Ltdaを設立。
  - 11月1日 - 三井物産スチールと国内建設鋼材事業及びメタルスクラップ事業を統合し、三井物産メタルワン建材を設立。
- 2015年（平成27年）
  - 4月1日 - 本社をJPタワーに移転。
  - 11月1日 - 三井物産メタルワン建材の社名をエムエム建材に変更。
- 2017年（平成29年）12月29日 - カーギル社より米国熱延鋼板事業を買収。

## グループ会社一覧
国内地域法人
- 株式会社メタルワン北海道
- 株式会社メタルワン西日本
- 株式会社メタルワン四国
- 株式会社メタルワン九州

事業投資会社
国内
コイルセンター
- 株式会社メタルワン・サービスセンター・ホールディングス
- 株式会社葵商店
- 五十鈴株式会社
- 株式会社オビコ
- 株式会社サステック
- 三和鐵鋼株式会社
- 株式会社スズヤス
- 株式会社ステンレスワン
- 浜松鋼板加工株式会社
- 株式会社メタルワン・スチールサービス
- 株式会社メタルワン菱和
- 株式会社MOBY

流通・販売
- 朝日機材株式会社
- エムエム建材株式会社
- 株式会社エムオーテック
- 株式会社カノークス - 東証スタンダード、名証メイン上場企業
- 株式会社交邦磨棒鋼センター
- 株式会社メタルワンチューブラー

- 住商メタルワン鋼管株式会社

- 株式会社メタルワンステンレス原料

- 株式会社メタルワン鉄鋼製品販売

鋼材加工
- 有明スチールセンター株式会社

- 株式会社伊万里鉄鋼センター
- 株式会社九州スチールセンター
- 京葉ブランキング工業株式会社
- 株式会社西鋼
- 株式会社玉造
- 株式会社トープラテクノ
- 株式会社函館スチールセンター
- 株式会社マクシスコーポレーション
- 株式会社メタルワンスチールセンター四国

- 株式会社メタルワン特殊鋼

製造・その他
- 九州製鋼株式会社
- 株式会社サンロックオーヨド
- 株式会社ジャパンペール
- 新星工業株式会社
- 株式会社メタルワンオフィス

国外
- ASM Corporation Pty. Ltd
- Cantak Corporation
- Metal One Shibaura Brasil Ltda
- ほか53社